# Salency
Salency – miejscowość i gmina we Francji, w regionie Hauts-de-France, w departamencie Oise.
Według danych na rok 1990 gminę zamieszkiwało 861 osób, a gęstość zaludnienia wynosiła 111 osób/km² (wśród 2293 gmin Pikardii Salency plasuje się na 336. miejscu pod względem liczby ludności, natomiast pod względem powierzchni na miejscu 625.).